# Eurotrochilus
Eurotrochilus é um gênero de aves apodiformes pertencente à família dos beija-flores, sendo os parentes mais próximos do grupo coroa Trochilidae conhecidos. Apesar de Eurotrochilus ser morfologicamente muito semelhante aos beija-flores modernos, eles ainda mantiveram várias características primitivas e não estão intimamente relacionados a nenhum beija-flor específico existente no grupo coroa. Existem atualmente duas espécies descritas em Eurotrochilus: E. inexpectatus e E. noniewiczi.
Eurotrochilus foi datado do período Rupeliano do início do período Oligoceno, que ocorreu durante o período Paleogeno. Embora haja algum debate sobre quando, exatamente, o Eurotrochilus estava presente, a estimativa mais recente é de 28 a 34 milhões de anos atrás.
A descoberta de fósseis de Eurotrochilus na Alemanha, França e Polônia foi extremamente importante porque hoje todas as 328 espécies existentes de beija-flores ocorrem apenas no Novo Mundo, mas os fósseis de Eurotrochilus sugerem uma origem no Velho Mundo. Os beija-flores restantes são distintamente diferentes de todas as outras aves por causa de suas adaptações únicas para voo inverso e nectarivoria. Como os beija-flores existentes, o Eurotrochilus apresenta tais adaptações e é o único gênero do grupo troncal Trochilidae a fazê-lo.

## Etimologia
O epíteto genérico Eurotrochilus é derivado da localização e família dos fósseis encontrados; "euro" referindo-se à Europa, o continente onde o espécime do holótipo foi encontrado, e "trochilus" referindo-se ao gênero tipo de Trochilidae. O descritor específico de E. inexpectatus deriva do termo neolatino para “inesperado”, indicativo da surpresa sentida por Gerald Mayr e sua equipe quando descobriram um colibri fóssil do tipo moderno na Europa. O nome da segunda espécie, E. noniewiczi, refere-se ao sobrenome do colecionador particular, Edward Noniewicza, que encontrou o espécime fóssil.

## Descrição e paleobiologia
Os espécimes de Eurotrochilus são alguns dos menores fósseis de aves encontrados e são referidos à ordem Apodiformes devido a seus úmeros e ulnas fortemente abreviados. Eles são mais semelhantes a um outro membro do início do Oligoceno do grupo tronco Trochilidae, Jungornis. Tanto Eurotrochilus quanto Jungornis têm adaptações morfológicas para voo pairado sustentado, uma característica dos beija-flores existentes, incluindo a sinapomorfia dos apodiformes (abreviação de ulna e úmero), bem como protuberâncias distais pronunciadas nas cabeças umerais. Essas adaptações em Eurotrochilus são mais pronunciadas. Outra diferença é que os Eurotrochilus possuem bicos alongados (desconhecido em Jungornis), o que evidencia a nectarivoria, a capacidade de consumir o néctar das flores. Acredita-se que Eurotrochilus sejam os primeiros membros do grupo tronco Trochilidae a serem capazes de realizar nectarivoria.
Eurotrochilus estão mais intimamente relacionados ao grupo coroa Trochilidae do que outros membros do grupo troncal Trochilidae, como Jungornis, por causa de suas adaptações específicas para nectarivoria e voo pairado.

### Adaptações nectarívoras
Em algumas espécies de Eurotrochilus, o crânio e o bico foram medidos aproximadamente em 34 milímetros. Os bicos do Eurotrochilus são bastante alongados, retos e estreitos, medindo de 15,5 a 20 milímetros de comprimento, cerca de 2,5 vezes o comprimento do crânio. Esta forma de bico é distintamente diferente de outras formas de bico conhecidas dos primeiros beija-flores do grupo-tronco do Terciário, que eram curtos, largos e provavelmente usados para comer insetos em oposição ao néctar.
Os processos maxilares dos ossos palatinos nos bicos de Eurotrochilus são amplamente separados, indicando a presença de rincocinesia, ou a capacidade de flexionar o bico superior. Além disso, Eurotrochilus parece ter longas cavidades nasais e grandes ossos hioides. Acredita-se que os grandes ossos hioides suportam uma longa língua protrátil, que os beija-flores existentes usam para sugar o néctar.
Todas essas adaptações possibilitaram que Eurotrochilus consumisse néctar de flores ornitófilas, sua principal fonte de nutrientes, e também polinizasse essas flores.

### Adaptações de voo pairado
Os beija-flores têm adaptações morfológicas específicas que lhes permitem voar para frente, para trás, para os lados, bem como pairar por longos períodos de tempo. O voo pairado especificamente é suportado em Eurotrochilus por ulnas e úmeros abreviados e protuberâncias umerais desenvolvidas.
As ulnas de Eurotrochilus medem entre 6,7 e 8,8 milímetros, que é mais curta que a ulna de Jungornis, que mede 13 milímetros. Embora Jungornis e Eurotrochilus tenham ulnas abreviadas, a abreviação extrema em Eurotrochilus suporta o monofiletismo do clado que inclui apenas Eurotrochilus e o grupo coroa Trochilidae. Outra sinapomorfia de Eurotrochilus e Trochilidae do grupo coroa inclui a presença de fossas profundas, ou depressões, na superfície caudal da extremidade proximal da ulna.
Os úmeros de Eurotrochilus foram medidos entre 6,0 e 6,5 milímetros. É considerado baixo e robusto quando comparado a outros Apodiformes, exceto os beija-flores existentes. Além disso, os úmeros têm uma parte articular proximal larga e há protuberâncias distais pronunciadas na cabeça do úmero, que é uma sinapomofa de Jungornis, Eurotrochilus e grupo coroa Trochilidae. As saliências umerais em Eurotrochilus são significativamente mais marcadas do que em Jungornis e são mais semelhantes a Trochilidae. Tais especializações morfológicas do úmero permitem que o osso gire durante o voo pairado.
Adaptações adicionais presentes para o voo pairado em ambos os grupos incluem asas curvas e relativamente curtas, caudas quadradas e uma extremidade esternal do coracóide semelhante a uma coluna com uma superfície dorsal convexa.

### Características primitivas
Mesmo com as semelhanças entre os dois, o grupo coroa Trochilidae apresenta uma morfologia mais derivada do que Eurotrochilus, mostrando que Eurotrochilus é um representante do grupo tronco. Essas morfologias mais primitivas em Eurotrochilus incluem os ossos da mão (carpometacarpo e falanges distais) sendo mais longos que a ulna, o carpometacarpo sem um processo dentiforme e a presença de um pequeno processo intermetacarpiano. Pesquisadores estão confiantes, porém, com a atribuição deste gênero ao grupo Trochilidae, pois não houve identificação de características derivadas que fariam com que este fosse atribuído a qualquer outro táxon de aves.

## Descoberta e classificação
Seis espécimes de Eurotrochilus foram identificados em três países da Europa central: Alemanha, França e Polônia . Duas espécies foram identificadas, E. inexpectatus e E. noniewiczi.
Eurotrochilus foi descrito pela primeira vez por Gerald Mayr em 2004, quando ele encontrou dois esqueletos de aves minúsculas não identificados nas gavetas do Museu de História Nacional de Stuttgart. Os esqueletos eram do antigo poço de argila de Bott-Eder GmbH (“Grube Unterfeld”) em Wiesloch-Frauenweiler, no sul da Alemanha. Um esqueleto parcialmente desarticulado se tornou o tipo nomenclatural da espécie Eurotrochilus inexpectatus e o outro espécime consiste em duas placas de um esqueleto parcialmente desarticulado.
A descoberta do fóssil Eurotrochilus inexpectatus foi uma descoberta significativa porque forneceu a evidência mais convincente para a presença de beija-flores de aparência moderna do grupo tronco Trochilidae no Velho Mundo. Anteriormente, os fósseis mais antigos de beija-flores capazes de pairar em voo e nectarivoria eram beija-flores modernos estimados em 10.000–30.000 anos do Período Quaternário encontrados em depósitos de cavernas da América Central e do Sul. Enquanto os beija-flores existentes no grupo Trochilidae provavelmente se originaram no Novo Mundo, a descoberta de Eurotrochilus amplia a história evolutiva dos beija-flores modernos.
Em 2006, Gerald Mayr descreveria, novamente, um espécime não identificado de Eurotrochilus inexpectatus do mesmo poço de argila no sul da Alemanha. Este espécime foi encontrado por Anette e Harald Oechsler em 1994 e foi identificado por Mayr como a segunda laje do holótipo Eurotrochilus inexpectatus. Além disso, Mayr descreveu outro esqueleto da mesma área que incluía o crânio, algumas vértebras, parte da cintura peitoral e uma asa esquerda incompleta que foi encontrada por vários estudantes em 2005.
Em 2007, Antoine Louchart descreveu um espécime encontrado no Le Grand Banc Strata, no sudeste da França, que consistia em um esqueleto quase completo em uma laje. O esqueleto está em vista ventral com a cabeça em vista lateral esquerda. Este espécime é único porque preserva quase todo o esqueleto, e também uma fina camada de matéria orgânica escura preservou todo o padrão de penas da ave. O espécime tinha todas as sinapomorfias e adaptações identificadas em E. inexpectatus, mas Louchart não conseguiu identificar o espécime como E. inexpectatus devido a diferenças nos comprimentos de vários ossos, incluindo falanges das asas e processo lateral do coracóide. Ele observou, porém, que as diferenças poderiam ser atribuídas à distinção sexual ou individual, em vez de especiação.
O espécime de Eurotrochilus sp. encontrado na França não só revelou mais características do gênero Eurotrochilus, mas também ampliou a distribuição geográfica conhecida de Eurotrochilus.
Em 2007, houve uma maior ampliação da distribuição geográfica de Eurotrochilus, quando Zygmunt Bochenski e Zbigniew M. Bochenski descreveram outro espécime em Winnica, voivodia de Świętokrzyskie, ao leste de Jaslo, no sudeste da Polônia, na formação Menilita. O espécime era uma laje e uma contraplaca de um esqueleto quase completo anteriormente mantido na coleção particular de Edward Noniewicz. O espécime é o holótipo de uma nova espécie de Eurotrochilus, E. noniewiczi. O espécime tinha todas as mesmas características de E. inexpectatus, mas também tinha proporções únicas de ossos, um coracóide que se alarga perto da extremidade esternal e uma ulna e úmero nitidamente menores em comparação com E. inexpectatus e o espécime Eurotrochilus de Louchart, levando à descrição de uma nova espécie.
Em 2009, Harald e Annette Oechsler encontraram o quarto espécime de Eurotrochilus inexpectatus no antigo poço de argila da Bott-Eder GmbH (“Grube Unterfeld”) em Wiesloch-Frauenweiler, no sul da Alemanha. Mayr descreveu o espécime confuso, mas intimamente associado, em 2010. Ele ofereceu informações sobre características osteológicas anteriormente desconhecidas, incluindo um processo intermetacarpal desenvolvido e a presença de crista deltopeitoral no úmero.

## Informações geológicas e paleoambientais
O paleoambiente das espécies de Eurotrochilus ocorreu durante o Rupeliano do início do Oligoceno. Todos os espécimes de Eurotrochilus encontrados em toda a Europa Central parecem concordar com esta era geológica: espécimes alemães são estimados em 32 milhões de anos, o espécime francês é estimado em 28-34 milhões de anos, e espécimes poloneses são estimados em 31 milhões de anos.
Durante a era do Oligoceno, o Oceano Paratethys cobria a maior parte da Europa Central e Oriental. O local de Winnica, na Polônia, onde o espécime de E. noniewiczi foi encontrado costumava estar submerso no Oceano Paratethys. O sítio Winnica produziu uma grande diversidade de restos de aves, aquáticas e terrestres, o que indica que provavelmente havia um clima costeiro ou litorâneo com rica avifauna presente. E. inexpectatus e uma grande diversidade de outros espécimes aviários de poços de argila no sul da Alemanha também foram encontrados em sedimentos marinhos, apoiando a teoria de que a maioria da Europa Central provavelmente tinha um ecossistema marinho/costeiro.
Com base nas outras espécies encontradas ao lado de todos os espécimes de Eurotrochilus, acredita-se que o clima local tenha sido subtropical a tropical. O clima quente e sem gelo teria sustentado florestas perenes de folhas largas, bem como florestas costeiras ricas em palmeiras em solos arenosos. É difícil estimar as condições de inverno durante este período sem conhecer os hábitos migratórios das espécies de aves, mas com base em suas dietas de frutas e néctar, os cientistas acreditam que esta área da Europa provavelmente experimentou invernos amenos.

## Co-evolução com flores ornitófilas e extinção

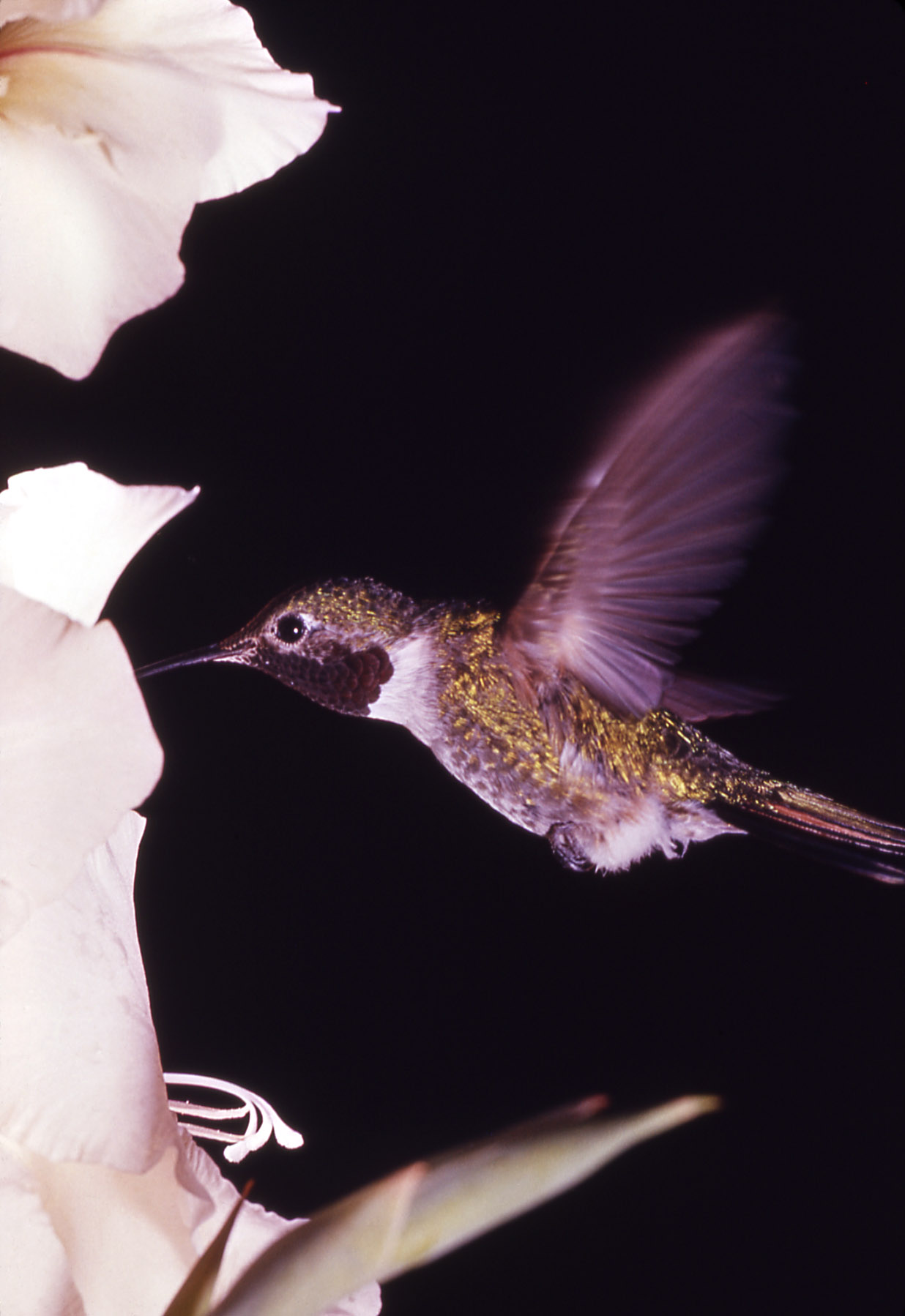
Beija-flor moderno demonstrando voo pairado enquanto consome néctar

Flores ornitófilas, ou flores polinizadas por pássaros, estão presentes no Velho Mundo. Flores como Canarina eminii (Campanulaceae), Impatiens sakeriana (Balasaminaceae) e Agapetes spp. (Ericaceae) são semelhantes em morfologia às flores com néctar do Novo Mundo e carecem especificamente de um poleiro para pássaros. No Novo Mundo, flores semelhantes são polinizadas por beija-flores modernos que não precisam pousar nas flores devido à sua adaptação para o vôo pairado. Os beija-flores modernos não estão presentes no Velho Mundo e, em vez disso, as abelhas de língua longa polinizam essas flores.
Considerando que Eurotrochilus tinha longos bicos e línguas para consumir néctar, bem como a capacidade de pairar durante o voo, parece plausível concluir que as flores ornitófilas no Velho Mundo desenvolveram morfologias de polinização de pássaros em resposta a Eurotrochilus. Se isso fosse verdade, sugeriria uma idade máxima para plantas polinizadas por beija-flores (ou seja, plantas nectarívoras), pois essas plantas não seriam capazes de ser polinizadas antes do início do Oligoceno sem Eurotrochilus.

A abundância de espécimes de E. inexpectatus no sítio Frauenweiler no sul da Alemanha sugere que Eurotrochilus era possivelmente abundante localmente durante o início do Oligoceno, tornando-os os polinizadores dominantes mais prováveis de flores ornitófilas. A competição ecológica com abelhas de língua longa por flores ornitófilas é uma explicação sugerida para a extinção do Eurotrochilus e dos beija-flores modernos na Europa. Outra possível explicação para sua extinção é a rápida mudança climática do suspeito clima tropical moderado, o que teria sido um problema crítico considerando o pequeno tamanho de Eurotrochilus.